# Cranoglanididae
Cranoglanididae zijn een familie van straalvinnige vissen uit de orde van Meervalachtigen (Siluriformes).

## Taxonomie
De volgende geslachten zijn bij de familie ingedeeld:
- Cranoglanis W. K. H. Peters, 1881